# 西山村 (福島県)
西山村（にしやまむら）は福島県大沼郡にあった村。現在の河沼郡柳津町の南半にあたる。

## 地理
- 山：湯の岳、岩淵山、志津倉山、場良山、博士山、嶽の山、猿倉が嶽、大向山、明神ヶ岳、高尾嶺
- 河川：滝谷川

## 歴史
- 1940年（昭和15年）4月1日 - 中ノ川村・東川村が合併して発足。
- 1949年（昭和24年）1月1日 - 大字軽井沢のうち上平地区を新鶴村に編入。
- 1955年（昭和30年）3月31日 - 河沼郡柳津町と合併し、改めて河沼郡柳津町が発足。同日西山村廃止。

## 名所・旧跡・観光スポット・祭事・催事
- 西山温泉